# Mistrovství světa v boxu 1997
IX. mistrovství světa v boxu proběhlo v Budapešti, Maďarsko ve dnech 18. až 26. října 1997. Organizátorem turnaje mistrovství světa byla Association Internationale de Boxe Amateur (AIBA).

## Česká stopa
Šéftrenér české reprezentace: Svatopluk Žáček, trenér reprezentace Miroslav Kubánek
Na mistrovství světa startovalo za Česko 6 boxerů:
- −57 kg: Konštantín Flachbart (* 1972) z SKP Sever Ústí nad Labem
- −60 kg: Araik Šachbazjan (* 1972) z SKP Sever Ústí nad Labem
- −63,5 kg: Lukáš Konečný (* 1978) z SKP Sever Ústí nad Labem
- −75 kg: Rudolf Kraj (* 1977) z BC Mělník/SKP Sever Ústí nad Labem (liga)
- −81 kg: Filip Bušina (* 1976) z SKP Sever Ústí nad Labem
- +91 kg: Petr Horáček (* 1974) z TJ US B&L Praha

## Výsledky
| Muži     | Zlato                                  | Stříbro                    | Bronz                  | Bronz                   |
| -------- | -------------------------------------- | -------------------------- | ---------------------- | ----------------------- |
| –48 kg   | Maikro Romero (CUB)                    | Roel Velasco (PHI)         | Rudolf Dydi (SVK)      | Daniel Petrov (BUL)     |
| –51 kg   | Manuel Mantilla (CUB)                  | Ilfat Razjapov (RUS)       | Omar Narváez (ARG)     | Bolat Džumadilov (KAZ)  |
| –54 kg   | Raimkul Malachbekov (RUS)              | Waldemar Font (CUB)        | Soner Karagöz (TUR)    | Aram Ramazjan (ARM)     |
| –57 kg   | István Kovács (HUN)                    | Falk Huste (GER)           | Rudinelson Hardy (CUB) | Sajan Sančat (RUS)      |
| –60 kg   | Alexandr Maletin (RUS)                 | Tümencecegín Üjtümen (MGL) | Šin Un-čchol (KOR)     | Ijakob Gogoladze (GEO)  |
| –63,5 kg | Dorel Simion (ROU)                     | Pa'ata Gvasalija (RUS)     | Tonton Semakala (SWE)  | Lukáš Konečný (CZE)     |
| –67 kg   | Oleg Saitov (RUS)                      | Serhij Dzyndzyruk (UKR)    | Marian Simion (ROU)    | Juan Hernández (CUB)    |
| –71 kg   | Alfredo Duvergel (CUB)                 | Ermachan Ibrajimov (KAZ)   | Ercüment Aslan (TUR)   | Adrian Diaconu (ROU)    |
| –75 kg   | Zsolt Erdei (HUN)                      | Ariel Hernández (CUB)      | Jean-Paul Mendy (FRA)  | Dirk Eigenbrodt (GER)   |
| –81 kg   | Alexandr Lebzjak (RUS)                 | Frédéric Serrat (FRA)      | Stephen Kirk (IRL)     | Isael Álvarez (CUB)     |
| –91 kg1  | Ruslan Čagajev (UZB) Félix Savón (CUB) | —                          | Maik Hanke (GER)       | Tue Bjørn Thomsen (DEN) |
| +91 kg   | Giorgi Kandelaki (GEO)                 | Alexis Rubalcaba (CUB)     | Sergej Ljachovič (BLR) | Paolo Vidoz (ITA)       |

1Po vítězství Ruslana Čagajeva nad Félixem Savónem ve finále mistrovství světa vyšlo najevo, že krátce před mistrovstvím světa odboxoval v Illinois, Spojené státy dva zápasy nesankcionované AIBA. Za to byl diskvalifikován a titul mistra světa připadl Félixi Savónovi. Čagajev se bránil tím, že nešlo o zápasy za prize money, ale o exhibiční zápasy. AIBA jeho vyjádření akceptovala zachováním amatérského statutu, ale zároveň mu pozastavila činnost na 18 měsíců platné od října 1997. Jak se případ dále vyvíjel? Jestli došlo k odvolání, k navrácení titulu... scházejí zdroje.

## Medailová bilance
V boxu se rozdělilo celkem 12 sad medailí.
| Pořadí | Stát              |       | Muži    | Muži  | Muži | Celkem  |
| Pořadí | Stát              | Zlato | Stříbro | Bronz |      | Celkem  |
| ------ | ----------------- | ----- | ------- | ----- | ---- | ------- |
| 1.     | Kuba (CUB)        |       | 4       | 3     | 3    | 10      |
| 2.     | Rusko (RUS)       |       | 4       | 2     | 1    | 7       |
| 3.     | Maďarsko (HUN)    |       | 2       | 0     | 0    | 2       |
| 4.     | Rumunsko (ROU)    |       | 1       | 0     | 2    | 3       |
| 5.     | Gruzie (GEO)      |       | 1       | 0     | 1    | 2       |
| 6.     | Německo (GER)     |       | 0       | 1     | 2    | 3       |
| 7.     | Francie (FRA)     |       | 0       | 1     | 1    | 2       |
| 7.     | Kazachstán (KAZ)  |       | 0       | 1     | 1    | 2       |
| 9.     | Mongolsko (MGL)   |       | 0       | 1     | 0    | 1       |
| 9.     | Filipíny (PHI)    |       | 0       | 1     | 0    | 1       |
| 9.     | Ukrajina (UKR)    |       | 0       | 1     | 0    | 1       |
| 12.    | Turecko (TUR)     |       | 0       | 0     | 2    | 2       |
| 13.    | Itálie (ITA)      |       | 0       | 0     | 1    | 1       |
| 13.    | Argentina (ARG)   |       | 0       | 0     | 1    | 1       |
| 13.    | Arménie (ARM)     |       | 0       | 0     | 1    | 1       |
| 13.    | Bělorusko (BLR)   |       | 0       | 0     | 1    | 1       |
| 13.    | Bulharsko (BUL)   |       | 0       | 0     | 1    | 1       |
| 13.    | Česko (CZE)       |       | 0       | 0     | 1    | 1       |
| 13.    | Dánsko (DEN)      |       | 0       | 0     | 1    | 1       |
| 13.    | Irsko (IRL)       |       | 0       | 0     | 1    | 1       |
| 13.    | Slovensko (SVK)   |       | 0       | 0     | 1    | 1       |
| 13.    | Jižní Korea (KOR) |       | 0       | 0     | 1    | 1       |
| 13.    | Švédsko (SWE)     |       | 0       | 0     | 1    | 1       |
|        | Uzbekistán (UZB)  |       | 0 (1)   | 0     | 0    | 0 (1)   |
| Celkem | Celkem            |       | 12 (13) | 11    | 24   | 47 (48) |